# Lewice (stacja kolejowa)
Lewice – stacja kolejowa na trasie linii kolejowej nr 373 (Międzychód-Zbąszyń), położona we wsi Lewice w woj. wielkopolskim, w powiecie międzychodzkim, w gminie Międzychód.

## Historia
Przed rokiem 1945 stacja kolejowa nosiła niemiecką nazwę Radlitzdorf. Nazwa została zmieniona na polską, po odzyskaniu przez Polskę niepodległości.

## Ruch kolejowy
Ruch kolejowy do Lewiczynka wstrzymano 28 listopada 2005 roku.

## Infrastruktura kolejowa
Obecnie na stacji leży zarośnięty trawą i młodymi krzakami tor główny (w stanie dobrym, częściowo bardzo dobrym) i jeden tor dodatkowy, który jest całkowicie zarośnięty. Stare, przedwojenne mapy niemieckie pokazują istnienie ładowni w przedłużeniu osi stacji (tory w kierunku Łowynia odbijają w lewo szerokim łukiem). W odległości około 600 m od pobliskiego przejazdu można znaleźć w lesie ruiny potężnej konstrukcji - rampy o wysokości około 5 m ponad poziom gruntu, z obustronnym dostępem. Rampa ta nie występuje na mapach wojennych (pojawia się wtedy dodatkowy tor od zachodniej strony na wysokości stacji), a na późniejszych, polskich opracowaniach wspomniana rampa nie zawsze jest uwzględniana.

## Zespół dworca kolejowego

### Dworzec kolejowy
Murowany budynek główny dworca. pokryty jest dachem wielopłaszczyznowym. Obiekt jest opuszczony lecz częściowo zabezpieczony przed aktami wandalizmu, poprzez okratowanie drzwi i okien na parterze. Część szyb została wybita. Wnętrze budynku jest zaniedbanie, chociaż nie zdewastowane. Towarzyszące budynki gospodarcze są w stanie nieco gorszym niż budynek stacyjny. Mimo wszystko zespół stacyjny jest dosyć łatwo doprowadzić go do dalszej używalności.

### Wieża ciśnień
Wieża wodna jest budowlą opuszczoną i zdewastowaną. Obecnie nie posiada drzwi, okien i wyposażenia (pozostała jedynie drabina na najwyższą kondygnację).